# 河野和清
河野 和清（こうの かずきよ、1951年 - ）は、日本の教育行政学者、広島大学教授。
広島県生まれ。高知大学卒業後，1976年広島大学大学院教育学研究科博士課程前期（教育行政学専攻）修了。1979年茨城大学教育学部助手、講師、助教授。1991年広島大学教育学部助教授。94年「現代アメリカ教育行政学の研究 行動科学的教育行政学の特質と課題」で広島大学より教育学博士の学位を取得。2001年広島大学教育学研究科教授。元日本教育行政学会会長（2010-2013）。　2019年京都光華女子大学教授。

## 著書
- 『現代アメリカ教育行政学の研究 行動科学的教育行政学の特質と課題』多賀出版 1995
- 『市町村教育長のリーダーシップに関する研究』多賀出版 2007
- 『市町村教育委員会制度に関する研究』福村出版　2017年

### 共編著
- 『地方分権下における自律的学校経営の構築に関する総合的研究』編著 多賀出版 2004
- 『教育行政学』編著 ミネルヴァ書房 2006
- 『現代教育の制度と行政』編著 福村出版 2008
- 『必携学校小六法 2012年度版』高見茂,葉養正明,結城忠,若井彌一共編 杉原誠四郎監修 協同出版 2011
- 『必携教職六法 2014年度版』若井彌一監修 高見茂, 結城忠共編集委員 協同出版 2013
- 『新しい教育行政学』編著 ミネルヴァ書房 2014

## 論文
- Cinii